# Arluzea
Arluzea en basque ou Arlucea en espagnol, est une commune ou contrée de la municipalité de Bernedo dans la province d'Alava dans la Communauté autonome basque (Espagne).

## Histoire

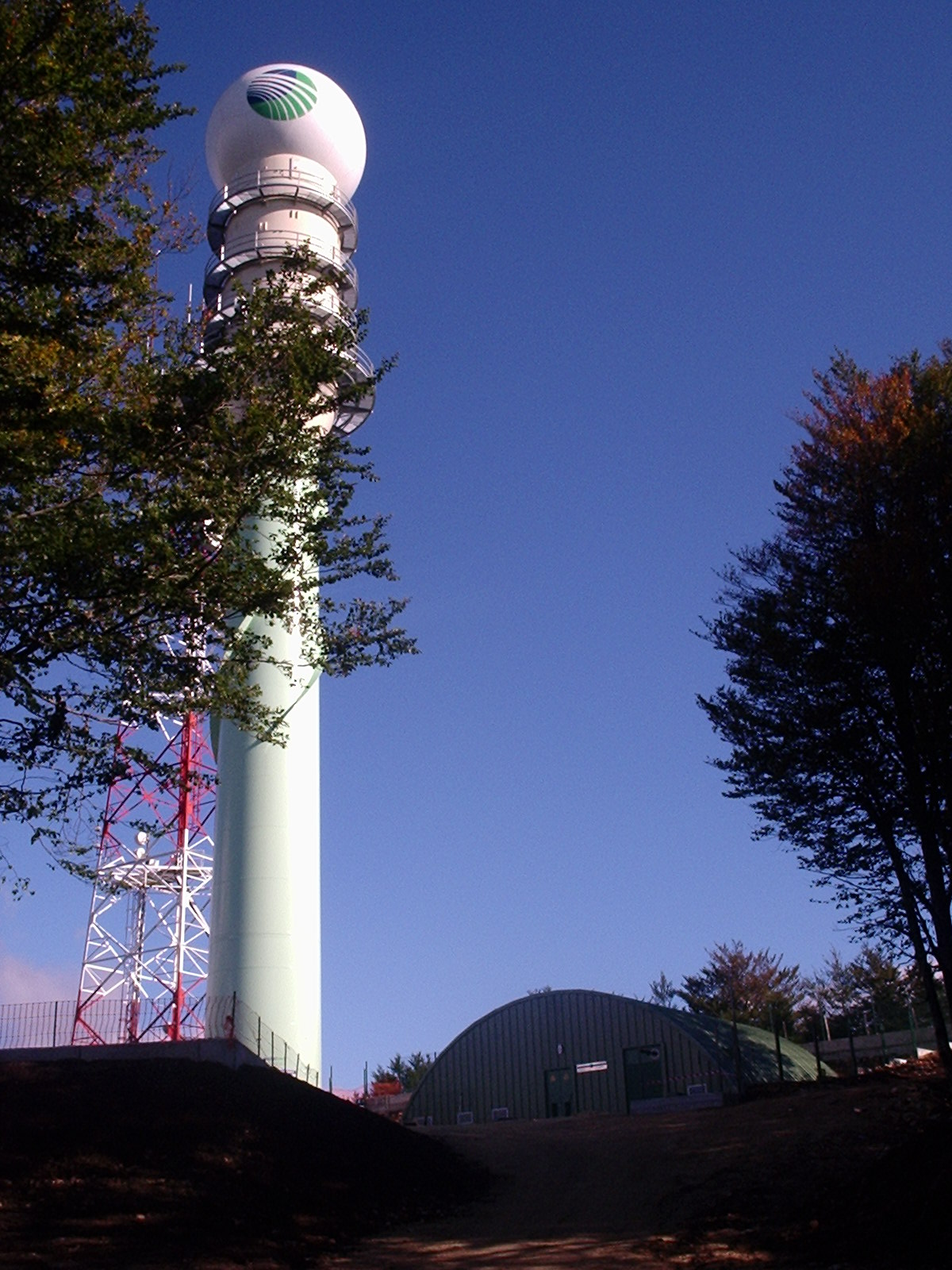
Tour du radar de Kapildui.

C'était une municipalité indépendante jusqu'en 1963, date à laquelle elle a été unie à la municipalité voisine de Marquínez pour donner naissance à la municipalité d'Arlucea-Marquínez, qui à son tour sera plus tard intégrée à la municipalité de Bernedo.
Bien que ce soit actuellement un petit village isolé, en raison de sa situation stratégique c'était une ville importante avec une forteresse médiévale du Royaume de Navarre entre 1181 et 1200, date à laquelle elle passa à la Castille. Dans l'ensemble urbain de la commune, il reste des vestiges du tracé médiéval.
Son nom, qui signifie « rocher » en basque est probablement dû au rocher sous lequel la population s'est abritée. L'église paroissiale de San Martín, de style roman, possède un portique rustique à huit arcs, dont quatre sont murés.
Le service météo Euskalmet a installé en 2005 un radar météorologique sur le mont Kapildui à proximité.